# Adalar, Ağlı
Adalar là một xã thuộc huyện Ağlı, tỉnh Kastamonu, Thổ Nhĩ Kỳ. Dân số thời điểm năm 2008 là 96 người.